# 宮沢賢治
宮沢 賢治（みやざわ けんじ、正字: 宮澤 賢治、1896年〈明治29年〉8月27日 - 1933年〈昭和8年〉9月21日）は、日本の詩人、童話作家。
仏教（法華経）信仰と農民生活に根ざした創作を行った。作品中に登場する架空の理想郷に、郷里の岩手県をモチーフとしてイーハトーヴ（Ihatov、イーハトヴやイーハトーヴォ (Ihatovo) 等とも）と名付けたことで知られる。彼の作品は生前、詩壇の中では高く評価する者もいたが、終生文壇圏外にあって岩手県で教師・農業指導者・技師としての活動を続けていたため、一般には無名に近い存在であった。没後、草野心平らの尽力により作品群が広く知られ、世評が急速に高まり国民的作家となっていき、今でも日本には広く愛好者が存在する。主な作品は後節を参照。

## 生涯

### 幼少期・少年期

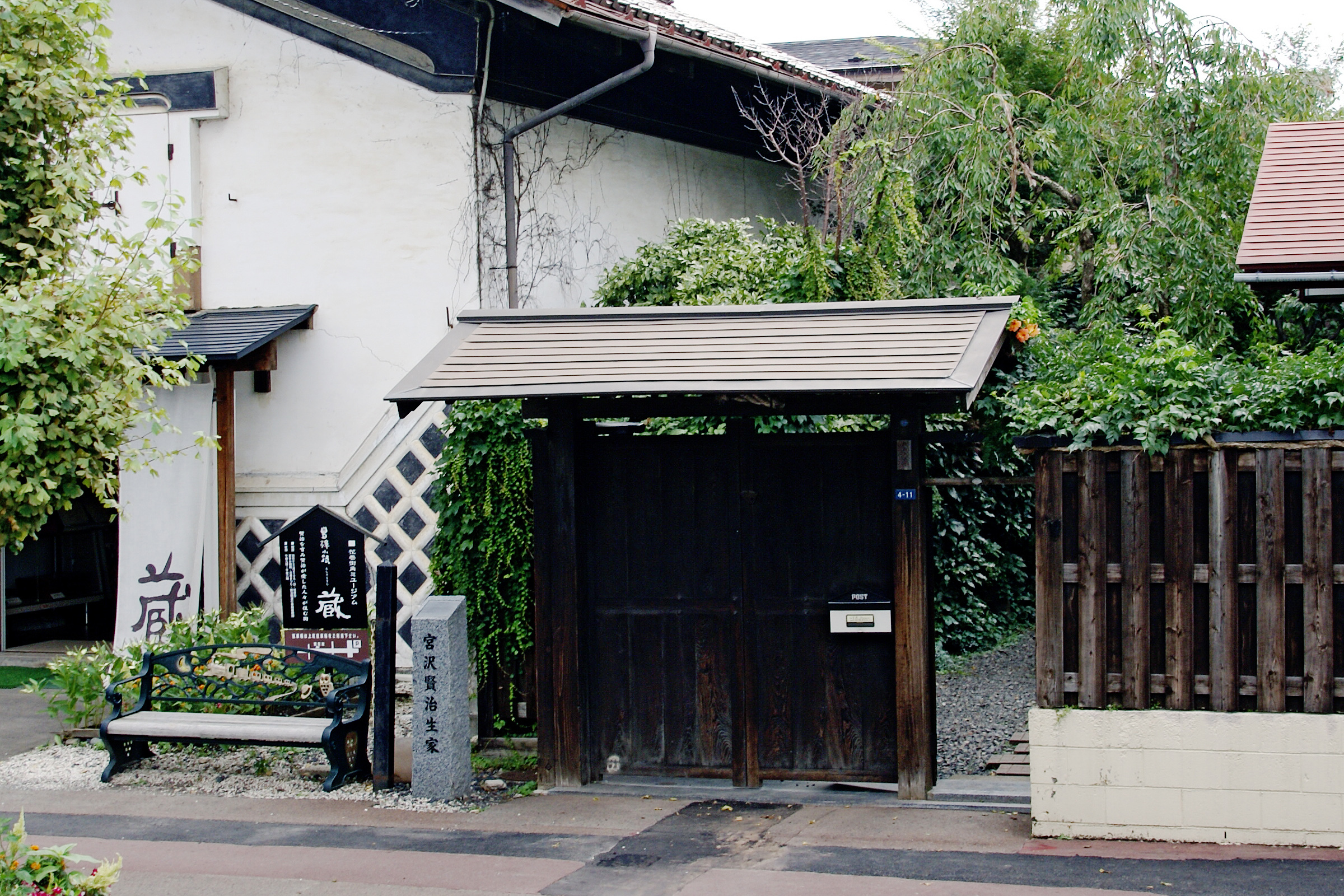
生家
（賢治在世当時の建物は現存しない）

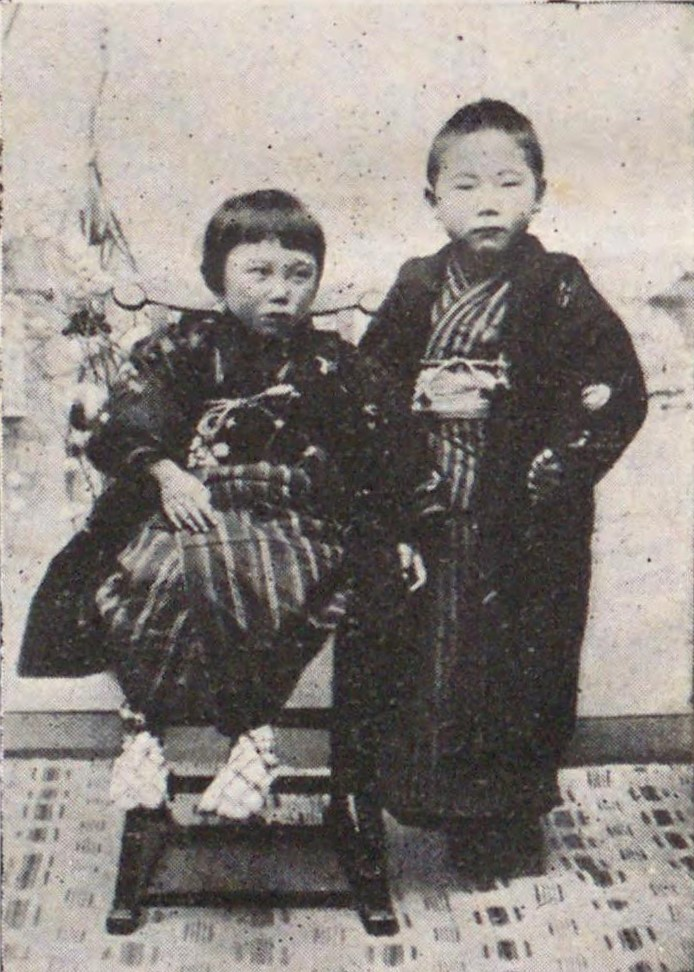
1902年の小正月、 5歳の賢治（右）と3歳のトシ（左）

1896年（明治29年）8月27日、父宮澤政次郎と母イチの長男として岩手県花巻川口町（現：花巻市）に生まれる。戸籍上の誕生日は8月1日で生前の賢治も履歴書に1日と書いているが、27日と推定されている。母イチの実家、鍛冶町の宮澤善治家で出生したが、5日後の8月31日、秋田県東部を震源とする陸羽地震が発生。イチは賢治を収容したエジコ (乳幼児を入れ守る籠) を両手で抱えながら上体を覆って念仏を唱えていたという。政次郎は仕事で旅行中だったため、政次郎の弟の治三郎が「賢治」と名付けた。
3歳の頃、婚家から出戻っていた父の姉であるヤギが「正信偈」「白骨の御文章」を唱えるのを聞き覚え、一緒に仏前で暗唱していたという。1902年（明治35年）、赤痢で2週間入院。賢治を看病した政次郎も感染し、大腸カタルを起こして胃腸が生涯弱くなった。1903年（明治36年）、花巻川口尋常小学校（2年後に花城尋常小学校へ改名）に入学。成績は優秀で6年間全科目甲だった。3年と4年を担任した八木英三は生徒たちに『未だ見ぬ親』（五来素川の翻案によるマロ作『家なき子』）や『海に塩のあるわけ』（民話『海の水はなぜ辛い』）などの童話を話して聞かせ、賢治に大いに影響を与えた。後に賢治は八木と再会した折に「私の童話や童謡の思想の根幹は、尋常科の三年と四年ごろにできたものです」と語っている。鉱物採集、昆虫の標本づくりに熱中するようになり、11歳の頃に家族から「石コ賢さん」とあだ名をつけられる。父の主催する花巻仏教会の夏季講習会にも参加、招いた講師の暁烏敏の世話係もした。

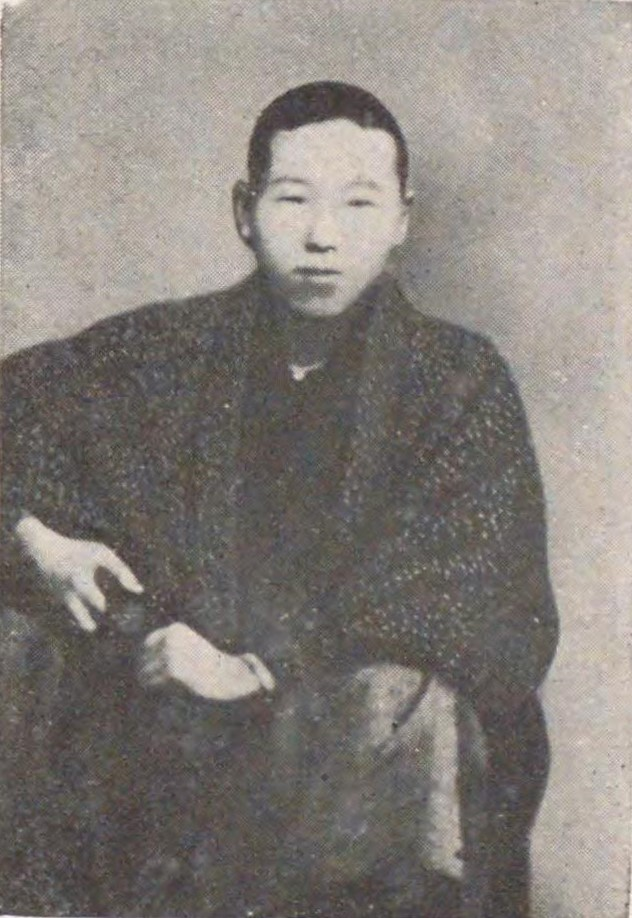
盛岡中学在学時の賢治

1909年（明治42年）4月、岩手県立盛岡中学校（現・盛岡第一高等学校）に入学。寄宿舎「自彊寮」に入寮。祖父の喜助は商人の息子で跡継ぎの賢治に学問は不要という考えだったが、父の政次郎が説得して進学させた。家業の古着屋を嫌っていた賢治は将来を悲観し、成績は落ち込んでゆく。鉱物採集や星座に熱中、岩手山、南昌山、鞍掛山など盛岡近在の山を歩き、大量の岩石標本を集めた。3年生の頃から石川啄木の影響を受けた短歌を制作。1913年（大正2年）、4年生の時、二学期から交代した新しい舎監に生徒たちが夜中足を踏み鳴らすなどの嫌がらせを行ったため、4、5年生全員が退寮させられるという事件が発生。賢治は盛岡市北山の清養院に下宿する。
1914年（大正3年）3月、盛岡中学卒業。4月、盛岡市岩手病院に入院、肥厚性鼻炎の手術を受ける。術後も熱が下がらず、発疹チフスの疑いで5月末まで入院。この時看病に当たった政次郎も感染して入院。自分の看病で2度も倒れた父に賢治は後までも負い目を感じていたという。入院中に出会った岩手病院の看護婦に思いを寄せ、退院後、両親に結婚したいと申し出たが「若すぎる」という理由で反対される。政次郎は「あれはひどく早成なところがあって、困ったんじゃ……」と困惑した。実家で店番や養蚕の手伝いで鬱々とした日々を過ごす賢治を見かねた政次郎は盛岡高等農林学校への進学を認める。賢治は今までと打って変わって、受験のため猛勉強に励んだ。同時期に、島地大等訳『漢和対照 妙法蓮華経』を読み、その中の「如来寿量品」に体が震えるほどの感銘を受ける。

### 盛岡高等農林学校、国柱会

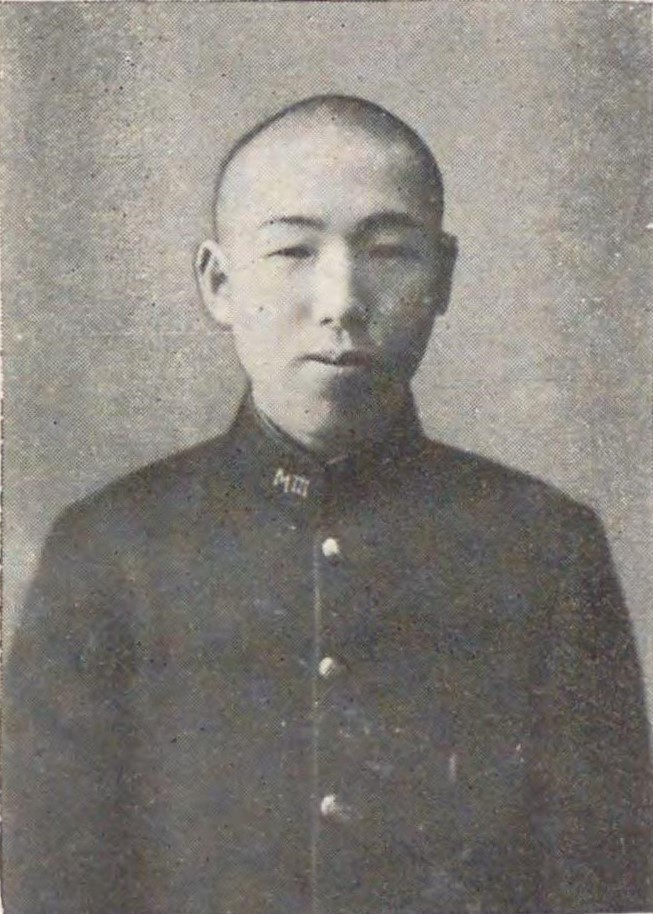
盛岡高等農林在学時の賢治

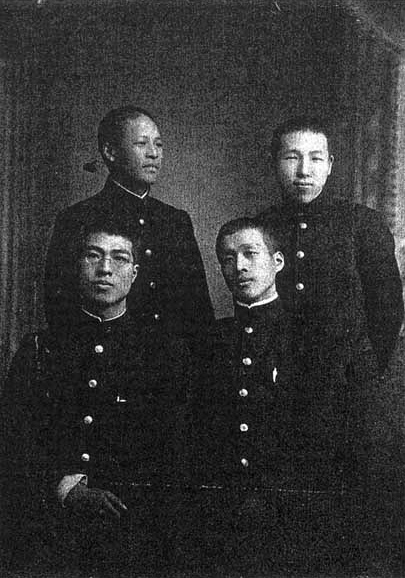
盛岡高等農林在学時、同人誌『アザリア』のメンバーと（後列右）。賢治の左が保阪嘉内、前列左が小菅健吉、右が河本緑石。

1915年（大正4年）4月、盛岡高等農林学校（現・岩手大学農学部）に首席で入学し、寄宿舎「自啓寮」に入寮。16日の入学宣誓式では総代として誓文を朗読した。翌年、特待生に選ばれ授業料を免除される。高等農林では農学科第二部（のちに農芸化学科）に所属し、土壌学を専門とする部長の関豊太郎の指導を受ける。関は狷介な人物として知られていたが、賢治とは良好な関係を築いたとされる。この頃、毎朝法華経の読経をしていた。寮で同室になった1年後輩の保阪嘉内と親しくなる。保阪は農村改良を志向して進学しており、後の賢治の羅須地人協会の構想にも影響を与えたと言われる。1917年（大正6年）7月、保阪、小菅健吉、河本義行（河本緑石）らと同人誌『アザリア』を発行し、賢治は短歌や短編を寄稿。1918年（大正7年）、卒業を控えた賢治に父の政次郎は研究生として農学校に残り、徴兵検査を延期することを勧めるが、賢治は得業論文『腐植質中ノ無機成分ノ植物ニ対スル価値』を提出し、検査延期を拒否。化学工業方面に進みたかった賢治は研究生の土性調査に意欲がなく、検査延期は自分の倫理観が許さなかった。3月13日、保阪嘉内が『アザリア』に発表した作品が原因で除籍処分となる。賢治は教授会に抗議したが通らなかった。15日に農学校を卒業、研究生として残り、稗貫郡の土性調査にあたる。これは関からの推薦によるものであった。賢治は誠心誠意この仕事に打ち込み、休ませてもらった家には法華経の印刷物を置いていった。またこの頃から5年間、菜食生活をする。4月28日、徴兵検査を受けて第二乙種合格となり、兵役免除。6月30日、岩手病院で肋膜炎の診断を受けて山歩きを止められた。このため退学を申し出たが、土性調査は9月まで続け報告書を提出した。7月4日、花巻に帰省する際、見送りにきた河本義行に「私の命もあと十五年はありません」と語ったという。8月『蜘蛛となめくじと狸』『双子の星』を執筆、家族に朗読している。
12月26日、東京に進学した妹のトシが東京帝国大学医学部附属病院小石川分院に入院したとの知らせが入り、母のイチと上京。病院の近くの旅館「雲台館」に泊まり、翌1919年（大正8年）3月3日まで（イチは1月15日まで）看病する。トシは当初チフスの疑いだったが発熱が続き、肺炎と診断される。翌年1月になると病状も落ち着き、賢治は図書館に通うなどして将来の仕事について考え始める。また国柱会館で田中智学の講演を聞き、盛中同級生の阿部孝（当時は東京帝国大学文学部在学、後に高知大学学長）から萩原朔太郎の『月に吠える』を借りる。父の政次郎に、東京に移住し、宝石の研磨や人造宝石の製造などの事業を始めて家業の転換をはかる計画を手紙で書き送るが、政次郎は実現性の乏しい仕事に反対。3月3日、退院したトシと花巻へ帰り、嫌いな家業を手伝う生活が始まる。賢治が東京で仕入れた「便利瓦（布にアスファルトのようなものを塗ったトタン板の代用品）」が良く売れ、賢治はその儲けでレコードや浮世絵を購入した。1920年（大正9年）5月、農林学校研究生を卒業。助教授に推薦されたが、父子ともに実業に進む考えであったため辞退する。田中智学著『本化妙宗式目講義録』全5巻を読破、国柱会に入信。法華信仰を強め、寒修行として花巻町内を太鼓を叩き題目を唱えながら歩く。また浄土真宗の門徒である父を折伏しようと激しい口論を繰り返した。

### 家出上京、農学校教員へ

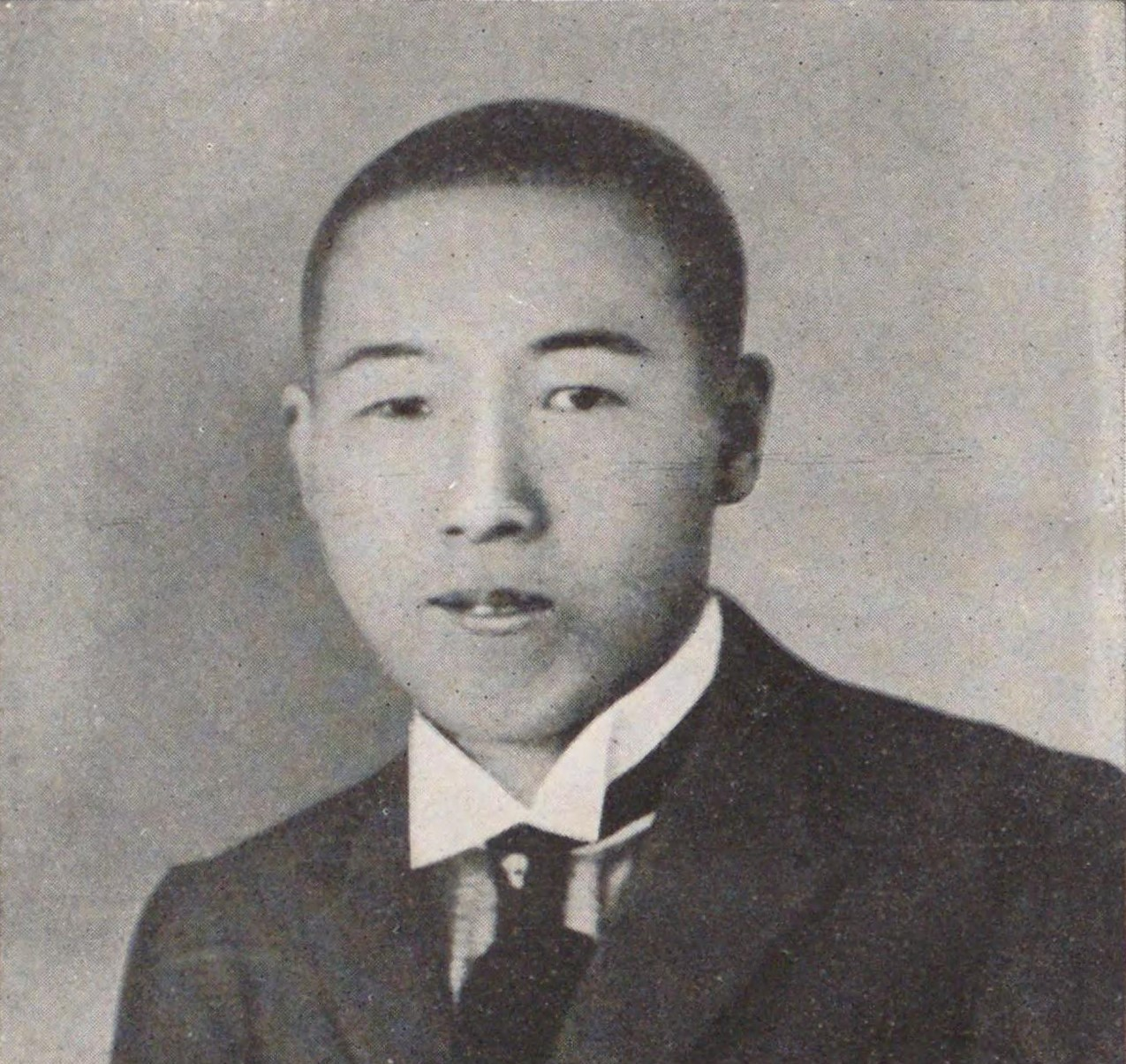
花巻農学校教諭時代の賢治

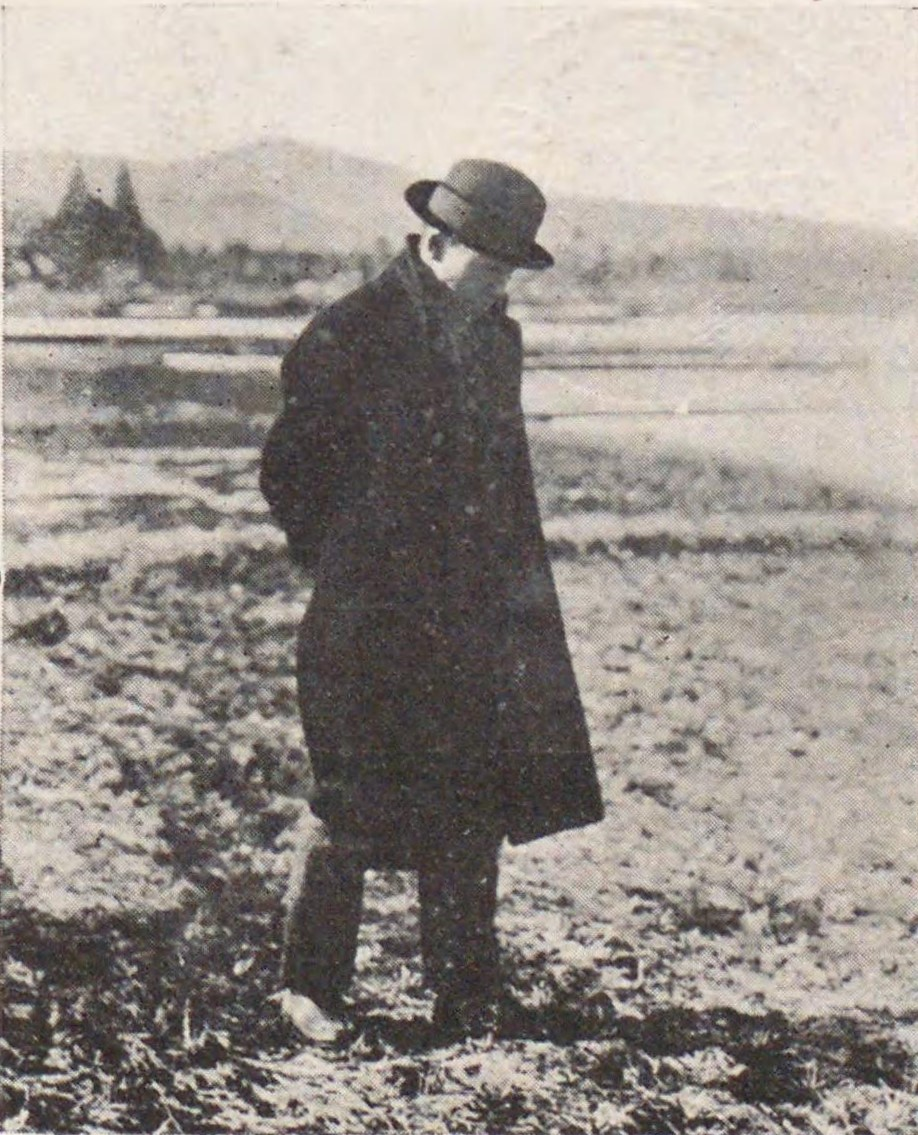
田の中に立つ花巻農学校教諭時代の賢治

1921年（大正10年）1月23日夕方、東京行きの汽車に乗り家出。翌朝、上野駅に到着して鶯谷の国柱会館を訪ね「下足番でもビラ張りでもする」と頼みこむが、応対した高知尾智耀になだめられ、父の知人の小林六太郎家に身を寄せる。本郷菊坂町に下宿し、東大赤門前の謄写版印刷所「文信社」に勤める。高知尾の勧めで「法華文学」の創作に取り組む。1か月に三千枚もの原稿を書いたという。食事はじゃがいもと豆腐と油揚げで、夜は国柱会館の講話を聞き、昼間の街頭布教にも参加した。保阪嘉内には入信を勧める手紙を度々送った。心配した父の政次郎が小切手を送ったが送り返した。4月、政次郎と伊勢、比叡山、奈良を旅する。政次郎は法華経と国柱会への固執を見直させようとしたが、賢治の心は変わらなかった。7月、保阪と決裂、以後は疎遠になる。8月中旬、「トシビョウキスグカエレ」の電報を受け取り、原稿をトランクに詰めて花巻に戻る。家族には原稿を「童子こさえるかわりに書いたのだもや」と語ったという。
12月3日、稗貫郡立稗貫農学校（翌年に岩手県立花巻農学校へ改称、現在の岩手県立花巻農業高等学校）の教諭となる。地元では「桑っこ大学」と呼ばれた小さな学校だった。雑誌『愛国婦人』12月号と翌年1922年（大正11年）1月号に「雪渡り」掲載。この時受け取った原稿料5円が生前唯一の原稿料という。農学校の給料80円はレコード、書籍の購入、飲食などにあてた。下宿代として家に20円入れていたが、それも何かと理屈をつけてまきあげる。それでも3日ももてばいいほうで、本屋でツケで買った上、現金を借りることもあった。同僚の奥寺五郎（1924年死去）が結核になると毎月30円送っている。また花巻高等女学校の音楽教師・藤原嘉藤治と親交を結び、レコード鑑賞や飲食を楽しんだ。
1922年（大正11年）11月27日、結核で病臥中のトシの容態が急変、午後8時30分死去。賢治は押入れに顔を入れて「とし子、とし子」と号哭し、亡骸の乱れた髪を火箸で梳いた。『永訣の朝』『松の針』『無声慟哭』を書く。29日の葬儀は真宗大谷派の寺で行われたため賢治は出席せず、出棺の時に現れて棺を担ぎ、持参した丸い缶にトシの遺骨半分を入れた。この遺骨は後に国柱会本部に納めた。それから半年間、詩作をしなかった。1923年（大正12年）7月、農学校生徒の就職依頼で樺太を旅行。『青森挽歌』『樺太挽歌』などトシを思う詩を書く。

### 詩集と童話出版
1924年（大正13年）4月20日『心象スケツチ 春と修羅』刊行。花巻の吉田印刷所に持ち込み1000部を自費出版した（定価2円40銭）。発行所の名義は東京の関根書店になっている。東京での配本を関根喜太郎という人物に頼み500部委託したが、関根はゾッキ本として流してしまい、古本屋で50銭で売られたという。本は売れず、賢治もほとんど寄贈してしまったが、7月にダダイストの辻潤が『読売新聞』に連載していたエッセイで紹介。詩人の佐藤惣之助も雑誌『日本詩人』12号で若い詩人に「宮沢君のようなオリジナリティーを持つよう」と例に挙げた。中原中也は夜店で5銭で売っていた『春と修羅』のゾッキ本を買い集め、知人に配っている。同年12月1日『イーハトヴ童話 注文の多い料理店』刊行（定価1円60銭）。盛岡高農の後輩で農薬のパンフレットを作っていた近森善一と及川四郎が賢治の原稿を見て刊行を計画、出版費用の工面に苦労しながら東京で印刷、製本した。出版社「光原社」の名義で1000部作ったが全く売れず、賢治は父親から300円借りて200部買い取った。本の挿絵を担当した菊池武雄は『赤い鳥』主宰の鈴木三重吉に『タネリはたしかにいちにち噛んでいたようだった』を送ったが「あんな原稿はロシアにでも持っていくんだな」と返された。しかし翌年1月、『赤い鳥』に『注文の多い料理店』の一頁広告が掲載される。三重吉の厚意で無料だった。7月、詩人の草野心平の同人誌『銅鑼』に参加する。11月23日、花巻の北上川小船渡に東北帝国大学地質古生物教室の早坂一郎教授を案内、賢治が採集したバタグルミ（クルミの古種）化石の学術調査に協力。この場所を賢治は「イギリス海岸」と名付けていた。

### 羅須地人協会

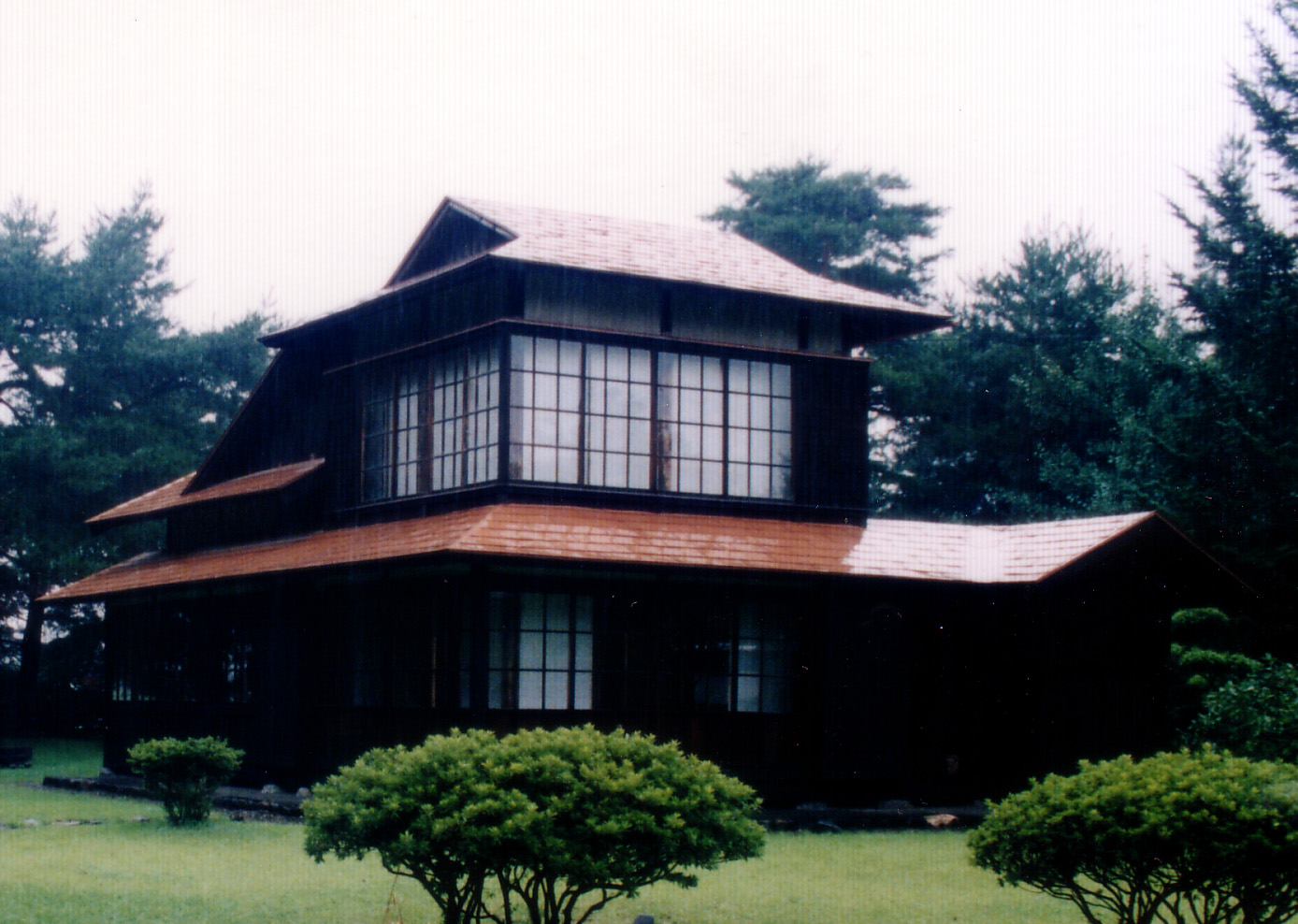
羅須地人協会に使われた建物（花巻農業高校内）

1926年（大正15年）3月31日、花巻農学校を依願退職。弟宛ての手紙では校長の転任に伴って義理でやめると書いているが、前年4月13日杉山芳松宛ての手紙では「来春はやめてもう本統の百姓になります」と辞職の決意をしている。4月、実家を出て、かつてトシが療養生活をしていた下根子桜の別宅に移り、改装。周囲を開墾して畑と花壇を作った。ここで白菜、とうもろこし、トマト、セロリ、アスパラガスなど野菜を栽培するとともに、チューリップやヒヤシンスの花を咲かせた。賢治は野菜をリヤカーで売り歩いたが、当時の農民にはリヤカーは高級品で、賢治の農業は金持ちの道楽とみられてしまう。野菜を勝手に持っていかれても笑って許していた。農村の水路修理などの共同作業も参加せず金を包んで済ませている。また畑の白菜を全て盗まれるという嫌がらせにあった話を詩に残している。「羅須地人協会」として農学校の卒業生や近在の篤農家を集め、農業や肥料の講習、レコードコンサートや音楽楽団の練習を始めた。6月『農民芸術概論綱要』起稿。「世界がぜんたい幸福にならないうちは個人の幸福はあり得ない」として農民芸術の実践を試みた。
また肥料設計事務所を開設、無料で肥料計算の相談に応じた。この様子は「それでは計算いたしませう」という詩に書かれている。
12月2日、上京。タイプライター、セロ、オルガン、エスペラント語を習い、観劇をする。資金は父親頼みだった。18日、高村光太郎を訪ねている。年末帰花。
1927年（昭和2年）2月1日『岩手日報』夕刊二面で「農村文化の創造に努む／花巻の青年有志が／地人協会を組織し／自然生活に立ち返る」の見出しで賢治の活動が紹介される。これが社会主義教育と疑われ、花巻警察の聴取を受ける。以後、羅須地人協会の集会は不定期になり、オーケストラも一時解散した。
この頃、小学校教員の高瀬露という女性が協会にしばしば通ってくるようになる。高瀬は賢治の身の回りの世話をしようとしたが、賢治は居留守を使ったり、顔に灰を塗って出てきたりするなどして彼女の厚意を避けようとした。協会に人が集まった時、高瀬はカレーライスを作ってもてなしたが、賢治は「私には食べる資格がありません」と拒否。怒った高瀬はオルガンを激しく引き鳴らした。その後、彼女は賢治の悪口を言って回るようになったが、父の政次郎は「はじめて女のひとにあったとき、おまえは甘い言葉をかけ白い歯を出して笑ったろう」と賢治の態度を叱った。
1928年（昭和3年）6月、胆沢郡水沢町（現在の水沢市）の豪家出身で、伊豆大島に住む伊藤七雄を訪問。伊藤は結核療養のため大島に移り、ここに園芸学校を建設するにあたって賢治の助言を得るため相談していた（1931年伊藤の死去に伴い学校は消滅した）。この訪問は伊藤の妹チヱとの見合いの意味もあったが、チヱの回想によれば賢治は結婚について全く眼中にない様子だったという。しかし1931年、森荘已池を訪ねた賢治は「伊藤さんと結婚するかもしれません」と話している。
肥料相談や稲作指導に奔走していたが、8月10日、高熱で倒れ、花巻病院で両側肺浸潤との診断を受ける。以後、実家で病臥生活となる。

### 東北砕石工場技師、死
1930年（昭和5年）、体調が回復に向かい、文語詩の制作をはじめる。5月、東磐井郡の陸中松川駅前にあった東北砕石工場主の鈴木東蔵が来訪。鈴木は石灰岩とカリ肥料を加えた安価な合成肥料の販売を計画しており、賢治も賛同する。
1931年（昭和6年）2月21日、東北砕石工場花巻出張所が開設。父の政次郎は病弱な賢治を外に出すのを心配し、工場に融資を行って花巻に出張所を作り、仕事をさせようとの考えだった。しかし技師となった賢治は製品の改造、広告文の起草、製品の注文取り、販売などで東奔西走する。農閑期、石灰は売れなくなる。そこで賢治は石灰を壁材料に転用することを考え、9月19日、40キログラムもの製品見本を鞄に詰めて上京する。翌20日、神田駿河台の旅館「八幡館」に泊まるが高熱で倒れ、死を覚悟して、家族に遺書を書く。27日、最期の別れのつもりで父親に電話をかける。政次郎は東京の小林六太郎に頼み、翌日賢治は花巻に戻ってすぐ病臥生活となる。11月、手帳に『雨ニモマケズ』を書く。
1932年（昭和7年）3月『児童文学』第二冊に「グスコーブドリの伝記」発表。挿絵は棟方志功。病床では文語詩の制作や過去の作品の推敲に取り組む。前年冬から医者にもかからず、薬はビール酵母と竹の皮を煎じたものを飲むだけだった。

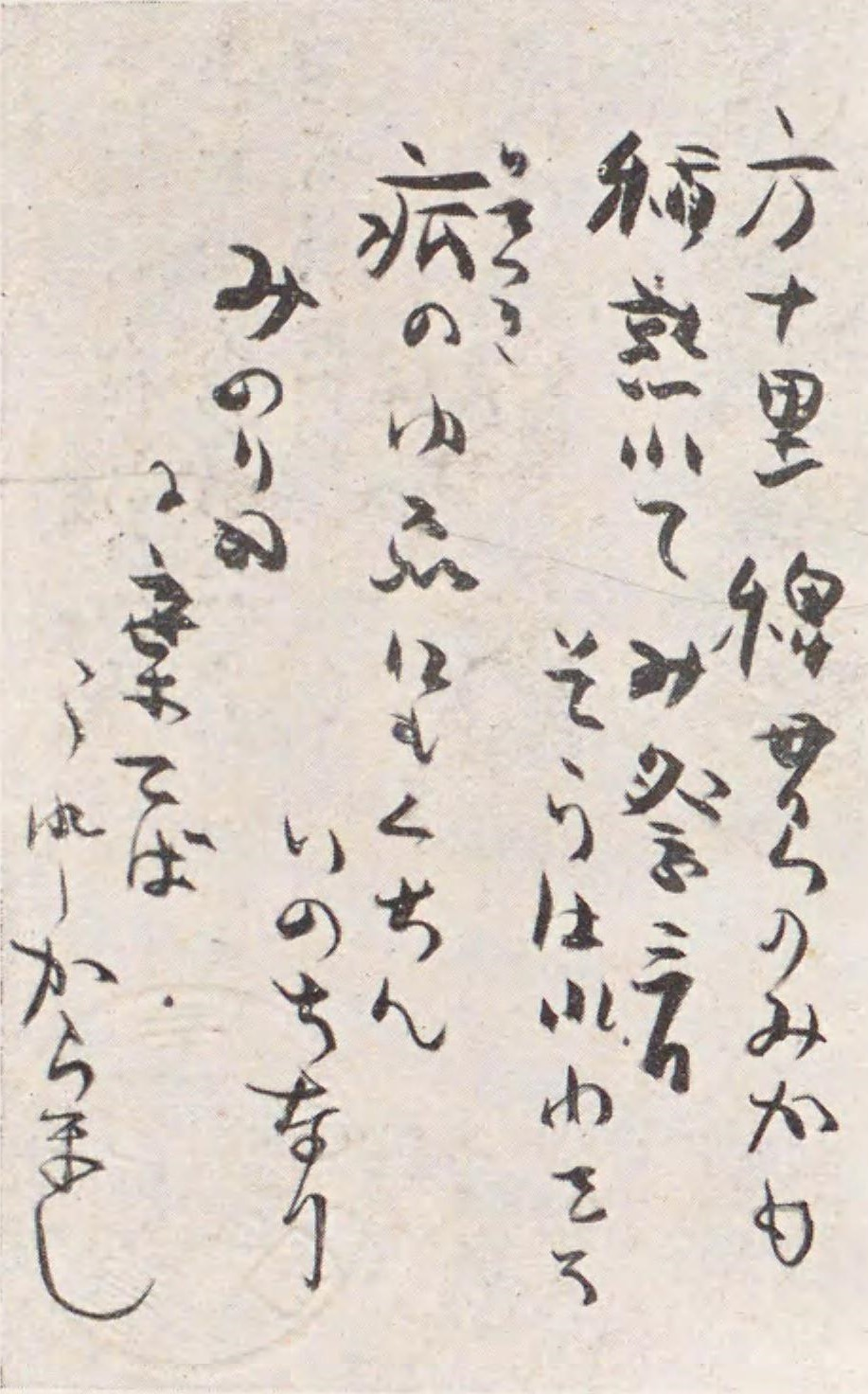
賢治が1933年9月19日に詠んだ「絶筆」の短歌2首。
「方十里稗貫のみかも稲熟れて み祭三日そらはれわたる」
「病（いたつき）のゆゑにもくちんいのちなり みのりに棄てばうれしからまし」

1933年（昭和8年）9月17日から19日まで鳥谷ヶ崎神社のお祭りが行われ、賢治は門口に椅子を出して座り、神輿や山車を見物した。翌日の朝、昨夜賢治が門口にいるのを見た農民が相談に来た。話をした後、賢治は呼吸が苦しくなり、往診した医者から急性肺炎の兆しと診断される。その夜、別の農民が稲作や肥料の相談にやって来る。賢治は着物を着換え1時間ほど丁寧に相談に乗った後、すぐ二階の病室に運ばれた。心配した清六が付き添って一緒に寝たが、賢治は「この原稿はみなおまえにやるから、もし小さな本屋からでも出したいところがあったら出してもいい」と話した。
9月21日、午前11時半、突然「南無妙法蓮華経」と唱題する声が聞こえたので家族が急いで二階の病室に行ってみると、賢治は喀血して真っ青な顔になっていた。政次郎が「何か言っておくことはないか」と尋ねると、賢治は「国訳の妙法蓮華経を一千部つくってください」「私の一生の仕事はこのお経をあなたの御手許に届け、そしてあなたが仏さまの心に触れてあなたが一番よい正しい道に入られますようにということを書いておいてください」と語った。政次郎が「おまえもなかなかえらい」と答えて階下に降りると、賢治は清六に「おれもとうとうおとうさんにほめられたものな」と言った。病室に残ったイチが賢治に水を飲ませ、体を拭くと「ああいい気持ちだ」と繰り返し、午後1時半、呼吸が変わり潮が引くように息を引き取った。没時年齢は満37歳。葬儀は宮沢家の菩提寺だった安浄寺で営まれた。18年後の1951年（昭和26年）、宮沢家は日蓮宗に改宗し、墓所は花巻市の身照寺に移された。また国柱会から法名「真金院三不日賢善男子」が贈られた。東京都江戸川区の国柱会には賢治の遺骨の一部が納められている。

## 作品と評価

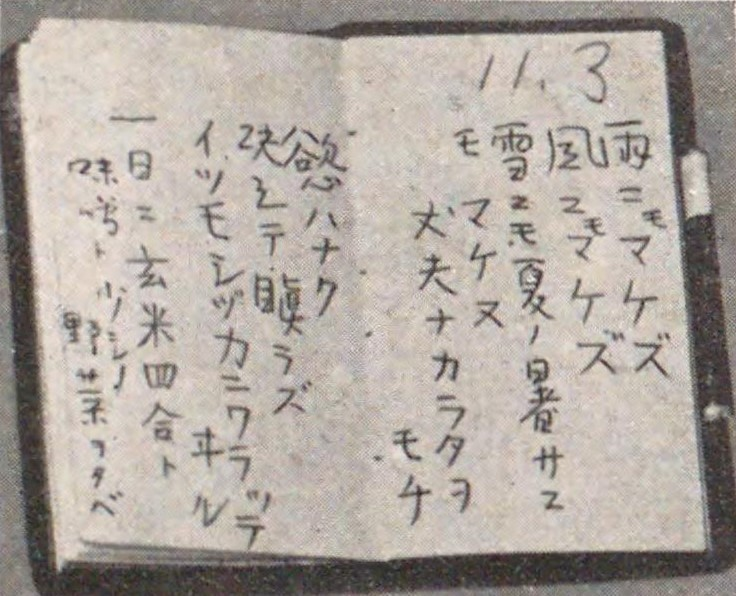
手帳に記された『雨ニモマケズ』

生前に刊行された唯一の詩集として『春と修羅』、同じく童話集として『注文の多い料理店』がある。また、生前に雑誌や新聞に投稿・寄稿した作品も少ないながら存在する（『やまなし』『グスコーブドリの伝記』など）。ただし、賢治が受け取った原稿料は、雑誌『愛国婦人』に投稿した童話『雪渡り』で得た5円だけであったといわれる。
しかし生前から注目されていた経緯もあり、死の直後から、主に草野心平の尽力により多数の作品が刊行された。最初の全集は（作品全体からは一部の収録ではあるものの）早くも死去の翌年に野々上慶一が営んでいた文圃堂より刊行され、続いて文圃堂から紙型を買い取った十字屋書店が、それに増補する形で1939年から1944年にかけて出版した。戦時下『雨ニモマケズ』は滅私奉公的に受け取られ、求道者としての賢治像ができあがった。
1945年8月の花巻空襲では生家が被災し、保管されていた原稿や遺品の一部が焼失・焼損する被害を受けた。しかし大半の原稿は焼け残り、戦後には筑摩書房から文庫判も含め数次にわたり刊行された（#作品一覧参照）。
賢治の作品は、いったん完成した後も次から次へ書き換えられて全く別の作品になってしまうことがある。これは雑誌に発表された作品でも同様で、変化そのものが一つの作品と言える。『農民芸術概論綱要』においても「永久の未完成これ完成である」という記述がある。多くの作品が死後に未定稿のまま残されたこともあり、作品によっては何度も修正した跡が残されていて、全集の編集者が判読に苦労するケースも少なくなかった。そうした背景から原稿の徹底した調査に基づき、逐次形態を全て明らかにする『校本 宮澤賢治全集』（筑摩書房、1973 - 1977年）が刊行され、テキストの整理が図られた。これ以後、文学研究の対象として、賢治とその作品を論評する動きが増え、精神医学や地学、物理学など他の領域や時代背景を踏まえた論考も多くなった。
死去から49年後の1982年、花巻市矢沢の胡四王山に花巻市立宮沢賢治記念館が開館している。
草稿調査によって、賢治の遺稿はほぼ調べ尽くされたと見られていたが、生家の土蔵から未発表の詩の草稿1枚（地形図の裏に書かれたもの）が発見されたことが2009年4月に公表され『新校本 宮澤賢治全集』別巻（筑摩書房）に収録された。
広く作品世界を覆っているのは、作者自らの裕福な出自と、郷土の農民の悲惨な境遇との対比が生んだ贖罪感や自己犠牲精神である。また幼い頃から親しんだ仏教も強い影響を与えている。その主な契機としては浄土真宗の暁烏敏らの講話・説教が挙げられる。特に18歳の時に同宗の学僧である島地大等編訳の法華経を読んで深い感銘を受けたと言われる。この法華経信仰の高まりにより、賢治は後に国粋主義的な法華宗教団「国柱会」に入信するが、法華宗は当時の宮沢家とは宗派違いであったので、父親との対立を深めることとなった。弱者に対する献身的精神、強者への嫌悪などの要素は、これらの経緯と深い関わりがあると思われる。また、良き理解者としての妹トシの死が与えた喪失感は、以後の作品に特有の陰影を加えた。
また、童話作品においては擬声語を多用し、作品によっては韻文にも近いリズム感を持った文体を使用したことも大きな特徴である。賢治の童話は同時代に主流とされた『赤い鳥』に掲載されるなどしていた児童文学作品とはかなり異質なものであった。
賢治の作品には世界主義的な雰囲気があり、岩手県という郷土への愛着こそあれ、軍国主義や民族主義的な要素を直接反映した作品はほとんど見られない。ただ、24歳の時に国柱会に入信してから、時期によって活動、傾倒の度合いに差はあるものの、生涯その一員であり続けたため、その社会的活動や自己犠牲的な思想について当時のファシズム的風潮との関連も議論されている。晩年には遺作『銀河鉄道の夜』に見られるようにキリスト教的な救済信仰をも取り上げ、全人類への宗教的寛容に達していたことが垣間見られる。宗教学者からは、賢治のこうした考え方の根本は、法華経に基づくものであると指摘されている。この宗教的思想と自然科学の融合した独自の世界観は第二次世界大戦後に日本国外の研究者からも評価され、1996年9月、宮沢賢治生誕100周年を記念して花巻市にて開催された宮沢賢治国際学会では20ヶ国程の研究者、翻訳者が集ったことを歴史家の色川大吉は著書で言及している。
賢治は自ら学んだエスペラントでも詩作を試みたが、公表されたのは1953年である。これらの作品のほとんどは自らの作品のエスペラントへの翻訳、改作である。
1998年頃に、山折哲雄がある小学校で授業をした際に、賢治の3つの作品『風の又三郎』『注文の多い料理店』『銀河鉄道の夜』を示し、これらに共通する問題があり、それは何だと子供たちに問い、自らは風がすごく大きな役割を果たしている、この3つの童話の中心的大問題は「風」だと力説した。この時、子供の一人が「猫」だと言おうとしたが、山折が「風」と言ったのであれっと思ったが、山折の話を聞く内にやっぱり「風」だと思った。ところがこのエピソードを聞いた河合隼雄は、賢治作品における猫の役割の重要性をずっと考えていたため、「猫と風」というヒントから、風のつかまえどころの無さと優しさと荒々しさの同居、少しの隙間でも入り込んでくる点など猫との共通点を感じ、賢治作品に登場する猫は、正にそのような性格を持って登場すると論じている。賢治の『猫』という短編には「私は猫は大嫌いです。猫のからだの中を考えると吐きそうになります」という一節が見られる。しかし、この「猫」は高瀬露が転嫁された表現であり、実際に賢治が猫嫌いだったわけではないという指摘もある（ますむらひろし著『イーハトーブ乱入記―僕の宮沢賢治体験』）。
愛知県出身の児童文学作家である新美南吉は、賢治の作品を読んで評価し、没後の1934年に開かれた「宮沢賢治友の会」に出席した　。

## 人物像

### 幼少期の伝説
賢治には多くの「伝説」が語り継がれているが、特に本人が資料を残していない幼少期の神格化が甚だしいと指摘されている。こうした神格化を後押ししていたのが、父・政次郎や弟・清六であった。伝説が嘘ではないにしても誇張や曲解が行われたのは関係者の思い入れと宮沢家への気遣いであろうと、山下聖美は推測している。現代では吉田司の『宮沢賢治殺人事件』のように聖人イメージを破壊するという著作も現れている。
- 生誕の約2ヶ月前である1896年6月15日に三陸地震津波が、誕生直後にも陸羽地震が発生した。清六は、賢治の生まれた年は東北地方に災害が多く、「それは雨や風や天候を心配し、あらゆる生物の幸福を祈って、善意を燃やし続けた賢治の生涯が、容易ならぬ苦難に満ちた道であるのをも暗示しているような年であった（兄賢治の生涯）」と述懐している[110]。また、1933年（没年）の3月3日に「三陸沖地震」(理科年表No.325)が発生し、大きな災害をもたらした。地震直後に詩人の大木実（1913年-1996年）へ宛てた見舞いの礼状[111]には、「海岸は実に悲惨です」と津波の被害について書いている[112]。
- 尋常小学校時代、赤いシャツを着てきた同級生が皆に囲まれ「メッカシ（めかしこんでいる）」とからかわれていた。賢治は間に入り「おれも赤シャツ着てくるからいじめるならおれをいじめてくれ」とかばった[113]。
- メンコで遊んでいた時、仲間の一人がメンコを追って指を馬車にひかれ出血した。賢治は「いたかべ、いたかべ」と言いながらその指を吸ってやった[113]。
- いたずらをした罰として水を満杯にした茶碗を持って廊下に立たされていた生徒がいた。先生の用で廊下に出た賢治は「ひどいだろう、大変だろう」と茶碗の水を飲み干してやった[113]。
- 尋常小学校2年の時、4人の小学生が豊沢川に流され2人が亡くなった。子供を捜索する船の明かりを大勢の人が集まり豊沢橋の上から見守っていた。賢治も同級生が流されたと聞いてこれを見ており、のちに創作のモチーフとなった[10]。

### 科学
幼少期に石を好んで収集する鉱物愛好家だったことから、11歳頃より家族に「石コ賢さん」という愛称で呼ばれた。盛岡中学校時代は、休日に盛岡周辺で鉱物採集をしたり、道中で「矢ノ根石」（石鏃）を収集するためあえて徒歩で帰省したりした。盛岡高等農林学校研究生時代に、人工宝石製造業を東京で起業するプランを手紙で父に送ったこともあった（実現せず）。
作中には動植物、鉱物、地質学など科学用語や鉱物の名称が多く登場する。
大学で学んだ土壌学を農民へ還元する農業技術の指導員としての評価もある。

### 音楽
賢治は音楽に深い関心を持っており、暇を見つけてはレコードを買っていた。賢治が頻繁にレコードを買っていくため、地方の店の割に新譜レコードが多く売れるとして、行きつけの楽器店がイギリスに本社を置くポリドール・レコードから感謝状を贈られたという。
ベートーヴェンやドヴォルザークの曲をよく聴いていた。農学校教員時代（1921-1923年）には自ら楽曲づくりも手掛けた。二十数曲を作詞し、うち八つは作曲もしている。
蓄音機でレコード針として使う竹針を傷め、音質を高める針を発明したこともある。米国ビクター社にサンプルを送り、製品化には至らなかったものの、その発想は高く評価された。

### 食生活と菜食主義
日蓮系教団では末法無戒を説くため不殺生の厳格な遵守は要求されないが、賢治は法華経信仰に入った後、盛岡高農研究生になった1918年（大正7年）からの5年間と羅須地人協会時代の1926年4月から最期まで菜食生活をしていた。
1918年5月19日付の保阪嘉内に宛てた手紙では、刺身や茶碗蒸しを少量食べた後、食べられる生き物に同情する気持ちを綴っている。東京でトシの看病をするため宿泊していた旅館「雲台館」では、賢治のため精進料理を出してくれたという。家出上京中は、芋と豆腐と油揚げばかり食べ、脚気になった時は、蕎麦がきや麦飯、冬瓜の汁を飲んだ。1921年（大正10年）8月11日付の関徳弥宛の手紙では脚気の原因を肉食と勘違いしていた。
農学校教員時代は菜食にこだわらず、同僚や知人と外食をしていた。花巻の蕎麦屋「やぶ屋」を「ブッシュ」と呼び、よく通っていた。天ぷら蕎麦とサイダーを一緒に注文するのが定番だった。また鰻丼や天丼も好物だったという。自分から進んで酒を飲むことはなかったが、付き合いで酒をすすめられると水でも飲むように飲み干して返盃した。時にたばこを吸うこともあった。また教員仲間が集まった時、藤原嘉藤治から「人間は物の命を食って生きている。他を犯さずに生きうる世界というものはないのだろうか。」と問いかけられた答えとして『ビジテリアン大祭』を書いている。
羅須地人協会時代の自炊は極端な粗食だった。ご飯はまとめて炊いてザルに移して井戸の中に吊り下げて置き、冬は凍ったまま食べた。おかずは油揚げや漬物、トマトなどだった。賢治の体を心配した母のイチが小豆を入れたひっつみを届けたことがあるが、受け取らなかった。急性肺炎で倒れ病臥生活になっても菜食はやめず、鶏卵も牛乳も拒否した。イチが鯉の生き肝が肺炎に効くと聞いて、オブラートに包み薬と偽って飲ませたことがあった。弟の清六から中身を聞き出した賢治は涙を流し、「生き物の命をとるくらいならおれは死んだほうがいい」「これからは決してそんなことをしてくれるな」と真っ青な顔で言い、最期まで菜食主義をつらぬいた。

### 恋愛・性愛観
賢治は生涯独身だった。友人の藤原嘉藤治に「性欲の乱費は、君自殺だよ、いい仕事はできないよ。」と語り、性欲の発露を戒めた。関登久也はある朝、賢治に会うと、岩手郡の外山牧場に行って一晩中歩き、夜を徹して性欲と闘ったことを明かされた。農学校教員時代は見合いの話がいくつも持ち込まれ、両親も結婚させたがったが、賢治は頑として受け付けなかった。藤原にはこう語っている。
童貞だったとも言われるが、「一関の花川戸という遊郭へ登楼してきたといって明るくニコニコ笑って話しました」（『宮沢賢治の肖像』）という証言もあり、真偽は不明である。晩年、森荘已池を訪ねた時は禁欲主義については「何にもなりませんでしたよ」「まるっきりムダでした」と話し、さらに「草や木や自然を書くようにエロのことを書きたい」と語って、変節したことを認めた。
賢治は浮世絵コレクターで、特に「和印（春画）」を積めば高さ30センチメートルになるほど集めていた。それら農学校に持ってきて、同僚と批評して楽しんだ。ハバロック・エリスの『性の心理』を持っていて、翻訳本で伏字になった部分を仙台の本屋まで行って原書で読んで確かめた。この本のことを聞かれると「いなかの子ども（農学校の教え子）が性でまちがいをおこさないように教えたいと思って」と答え、実際生徒に「猥談は大人の童話みたいなもので頭を休めるもの」「誰を憎むというわけでも、人を傷つけるというものでもなく、悪いものではない。性は自然の花だ。」と話したという。
盛岡高等農林学校在籍時に出会った一年後輩の保阪嘉内との間で、互いに「恋人」と呼び合うような親しい間柄になり、嘉内に宛てた書簡類では、親密な感情の表出、率直な心情の吐露が認められ、手紙に記された文面は、時にあたかも恋人に宛てたような表現になった。嘉内からは情緒的にも思想的にも強い影響を受け、とりわけ『銀河鉄道の夜』の成立には、20代の頃に嘉内と二人で登山し共に語り合って夜を明かした体験が濃厚に反映され、登場人物の「ジョバンニ」を賢治自身とするなら、「カムパネルラ」は保阪嘉内を表していると考える研究者もいる。

### その他
- 1916年春、盛岡高等農林学校の寮の親睦会で寸劇が企画され、当時1年生だった保阪嘉内が脚本を書いた戯曲『人間のもだえ』が上演された。2年生で室長でもあった賢治は「全知の神ダークネス」役を演じ、嘉内自身も「全能の神アグニ」を演じた。この嘉内の脚本に現れる「修羅」というキーワードは、『春と修羅』に代表される後の賢治の作品のキーワードでもある「修羅」という言葉に影響を与えたとされる[144][145]。

## 家族
宮澤家の始祖は京都から花巻に移り住んだ藤井将監という人物とされる。子孫は明治の初めに姓を宮澤に改める。子孫の一人初代宮澤右八長昌は花巻に呉服屋「宮右」を繁盛させた。その子の二代目右八の代ではますます盛んになり、京都大阪からも仕入れをしていたという。右八の三男が賢治の祖父の喜助である。喜助は真面目で仕事熱心だったが、分家する時ほとんど財産を分けてもらえず、店頭に古着を並べ質屋を始めた。喜助の長男政次郎は15歳の頃から家業を手伝いはじめ、17歳の時から鉄道で関西・四国に出向き、古着や流行遅れになった新古品を大量に仕入れ、店で売るだけでなく卸売もしていた。また株式投資でも成功し、近隣に多くの小作地を有するようになる。花巻出身のジャーナリストで徳富蘇峰の秘書も務めた八重樫祈美子は1935年の文章で、「宮沢先生の一族は、精神的にも物質的にも花巻を壟断する一大勢力」と記し、以後の賢治の研究書や解説書にもこれを踏襲した表現が見られる。これについて研究者の上田哲（うえだ あきら、政治家の上田哲とは別人）は、当時の花巻には梅津家や瀬川家（瀬川弥右衛門が当主）、伊藤家（伊藤儀兵衛が当主）といったずっと規模の大きな「マキ」（岩手方言で「一族」の意味）があったことを指摘し、「『宮沢マキ』は、この地方での有力な一族ではあったが、このような情勢の中では花巻を壟断することはできえないことがわかると思う」と記している。
祖父・喜助
1840年9月5日生 - 1917年9月16日没（享年77）
「石に金具を着せたような堅物」で家業を熱心に手伝っていたが、分家してからは古着屋兼質屋を細々と営んでいた。この店は「宮右」から分家（かまどわけ）したので「宮右かまど」と呼ばれた。
祖母・キン
1851年4月9日生 - 1913年3月12日没（享年61）
紫波郡日詰町（現・紫波町）の関家から嫁ぐ。関家は富裕で、囲碁・将棋や琴、三味線など芸事が好きだったが、キンは質実剛健な性格だった。賢治の弟の清六は、賢治の童話や詩に現れた一面はキンの持っていた芸術的素質から来たものが多いようだと述べている。
父・政次郎（まさじろう）
1874年2月23日生 - 1957年12月1日没（享年83）
喜助から受け継いだ家業を盛り立て、「宮澤商店」を栄えさせる。仏教に関心が深く、自費で「花巻仏教会」を作って地元の人たちに毎年仏教講習会を催した。また民生委員、調停委員を長く務め、800件もの紛争をまとめた功績で藍綬褒章を受章している。「自分は仏教を知らなかったら三井・三菱くらいの財産を作れただろう」と語っていたという。
母・イチ（旧姓・宮澤）
1877年1月15日生 - 1963年6月30日没（享年86）
イチの実家の宮澤家も藤井将監の子孫で、イチの父（賢治の祖父）・善治の店は「宮善」と呼ばれた。雑貨商などで巨万の富を築き、花巻銀行、花巻温泉、岩手軽便鉄道などの設立に尽力した。慈愛に満ちた人柄で幼い賢治に添い寝しながら「ひとというものは、ひとのために、何かしてあげるために生まれてきたのス」と言い聞かせていたという。
妹・トシ
1898年11月5日生 - 1922年11月27日没（享年24）
子供の頃から成績優秀で、岩手県立花巻高等女学校でも4年間首席、卒業式では総代として答辞を務める。卒業後、東京の日本女子大学校家政学部予科に入学する。女学校卒業前に音楽教師との恋の噂の記事が地元の新聞に掲載されたことに傷つき、実家を離れる進学が許可されたのではないかと言われる。女子大卒業前に入院するが、卒業を認められる。体調が回復してから母校の花巻女学校教諭心得として英語と家事を担当するが、翌年喀血、以後は療養生活を送る。1922年11月27日午後8時30分死去。24歳だった。
妹・シゲ
1901年6月18日生 - 1987年9月20日没（享年86）
弟・清六
1904年4月1日生 - 2001年6月12日没（享年97）
賢治に代わって家業を継ぎ、建築材料の卸売・小売りやモーター・ラジオを扱う「宮沢商会」を開業、賢治が嫌っていた古着商からの転換を果たす。賢治亡き後は、託された原稿の出版に奔走、全集や研究書の編纂に関わった。
妹・クニ
1907年3月4日生 - 1981年1月12日没（享年73）

## 略年譜
- 1896年（明治29年）

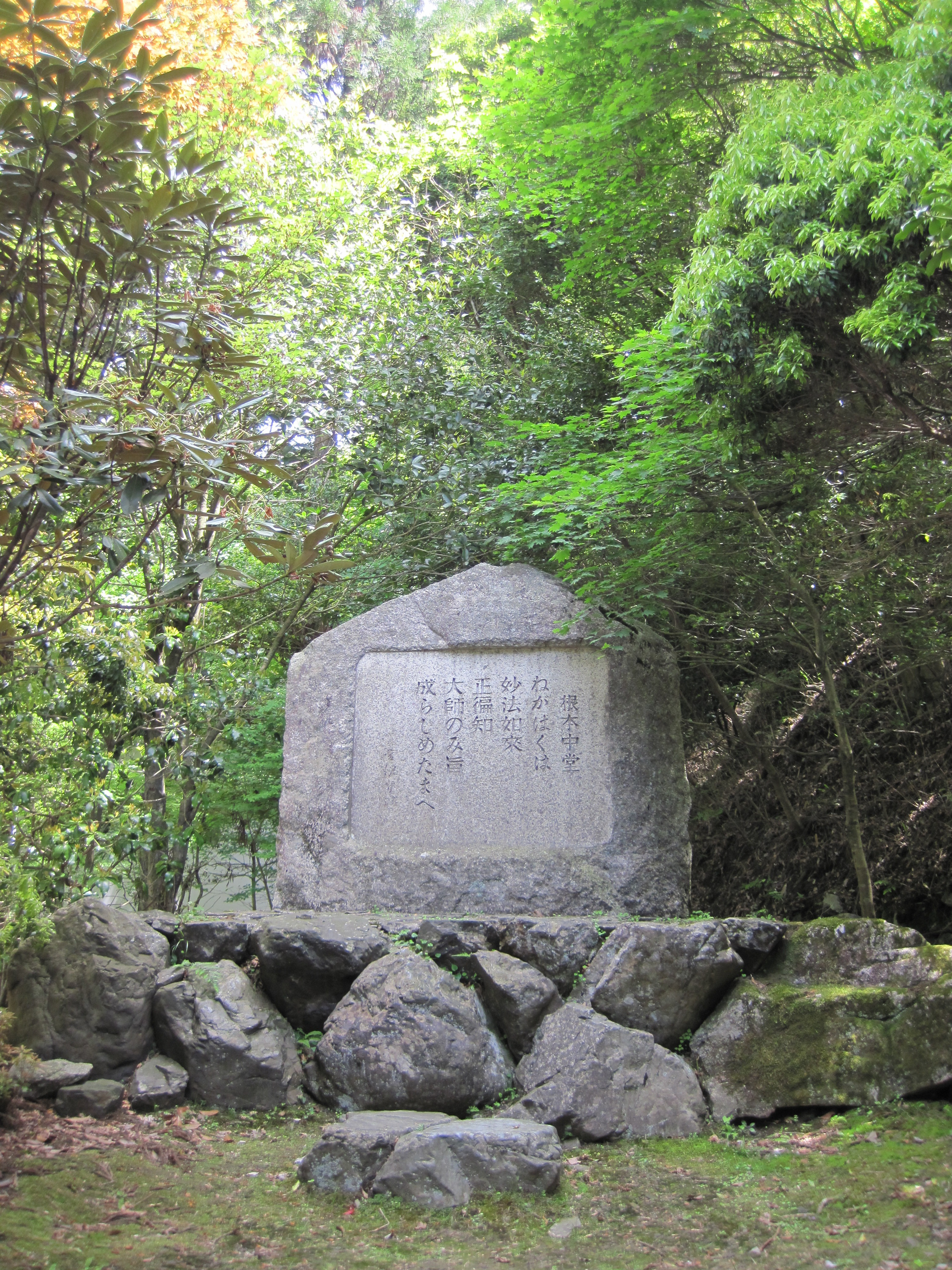
宮沢賢治歌碑（比叡山延暦寺）

  - 8月27日 - 岩手県稗貫郡里川口村川口町303番地（後の花巻町大字里川口第一二地割字川口町295番地、現・花巻市豊沢町4丁目11番地）にて、父政次郎、母イチの長男として生まれる。
- 1898年 (明治31年)
  - 11月5日 - 妹トシが生まれる。
- 1901年 (明治34年)
  - 6月18日 - 妹シゲが生まれる。
- 1903年（明治36年）
  - 4月 - 花巻川口尋常高等小学校に入学。
- 1904年 (明治37年)
  - 4月1日 - 弟清六が生まれる。
- 1907年 (明治40年)
  - 3月4日 - 妹クニが生まれる。
- 1909年（明治42年）
  - 4月 - 岩手県立盛岡中学校（現・盛岡第一高等学校）に入学、寄宿舎「自彊(じきょう)寮」に入寮。
- 1914年（大正3年）
  - 3月 - 盛岡中学校卒業。
  - 4月 - 肥厚性鼻炎で岩手病院で入院・手術。手術後も発熱が続き、5月末まで入院。
  - 退院後、家の手伝いをしていたが、進学を許され、受験勉強に励む。
- 1915年（大正4年）
  - 4月 - 盛岡高等農林学校（現・岩手大学農学部）に首席で進学、寄宿舎「自啓寮」に入寮。
- 1916年（大正5年）
  - 3月 - 農学第2部（農芸化学専攻）でただ一人の特待生に選ばれ、授業料免除。
- 1917年（大正6年）
  - 7月 - 同じ学校の保阪嘉内らと同人誌『アザリア』創刊。短歌などを発表。
- 1918年（大正7年）
  - 3月13日 - 保阪嘉内が除籍処分。
  - 3月15日 - 盛岡高等農林学校を卒業。研究生として引き続き在籍、稗貫郡の土性調査を行う。
  - 4月28日 - 徴兵検査で第二乙種合格、兵役免除。
  - 6月30日 - 肋膜炎と診断され、土性調査終了次第、退学を希望。
  - 12月26日 - 妹のトシが肺炎で東京の病院に入院、母と上京して看病する。
- 1919年（大正8年）
  - 萩原朔太郎の詩集『月に吠える』に出会う。
  - 東京で人造宝石の製造販売事業を計画するが、父の反対にあう。
  - 3月3日 - トシ退院、岩手に戻る。家業を手伝う。
- 1920年（大正9年）
  - 5月20日 - 研究生を卒業。
  - 10月 - 国柱会に入信。父に改宗をせまる。
- 1921年（大正10年）
  - 1月23日 - 上京、国柱会本部を訪問。本郷菊坂町に下宿、働きながら多くの童話を執筆。
  - 8月 - トシ病気のため帰郷。
  - 12月3日 - 稗貫農学校（後の花巻農学校）教師となる。
- 1922年（大正11年）
  - 1月 - 雑誌『愛国婦人』12月号、1月号に『雪渡り』発表。
  - 11月27日 - トシ、病死。
- 1924年（大正13年）
  - 4月20日 - 詩集『春と修羅』を自費出版。
  - 12月1日 - 童話集『注文の多い料理店』を刊行。
- 1925年（大正14年）
  - 7月 - 詩人の草野心平の同人誌『銅鑼』に参加。作品を発表。
- 1926年（大正15年）
  - 3月31日 - 花巻農学校を依願退職。
  - 4月 - 花巻町下根子桜の別宅にて独居自炊。私塾「羅須地人協会」を設立。
  - 12月2日 - 上京。セロ、タイプライター、オルガン、エスペラント語を習う。高村光太郎宅を訪問。年末に帰郷。
- 1927年（昭和2年）
  - 2月1日 - 『岩手日報』夕刊で賢治の活動が紹介されるが、社会主義教育と疑われ警察の聴取を受ける。以後、羅須地人協会の集会は不定期になった。
- 1928年（昭和3年）
  - 6月 - 農業指導のため伊豆大島の伊藤七雄を訪問。
  - 8月10日 - 過労で倒れ、両側肺湿潤と診断される。実家に戻り療養。
- 1930年（昭和5年）
  - 5月 - 東北砕石工場主の鈴木東蔵の訪問を受ける。
- 1931年（昭和6年）
  - 2月21日 - 体調回復し、東北砕石工場技師となる。石灰肥料の宣伝販売を担当。
  - 9月20日 - 商品売り込みのため上京中に発熱で倒れ、旅館で家族に遺書を書く。
  - 9月28日 - 花巻に帰り、再び療養生活を送る。
  - 11月 - 手帳に『雨ニモマケズ』を書く。
- 1932年（昭和7年）
  - 3月 - 「児童文学」第二冊に『グスコーブドリの伝記』発表。
- 1933年（昭和8年）
  - 9月21日 - 急性肺炎のため死去（享年37）。戒名「真金院三不日賢善男子」。

## 作品一覧

### 童話
※は生前発表作品
- 『銀河鉄道の夜』
- 『風の又三郎』
- 『ポラーノの広場』
- 『グスコーブドリの伝記』※

賢治が自作の童話の題名を列記したメモが多数残っている（自選の作品集を構想していたとも言われている）が、そのうちの数点で、上記の4作品が「少年小説」あるいは「長篇」として一括りにされている。
- 童話集『注文の多い料理店』※所収
  - 『どんぐりと山猫』※
  - 『狼森と笊森、盗森』※
  - 『注文の多い料理店』※
  - 『烏の北斗七星』※
  - 『水仙月の四日』※
  - 『山男の四月』※
  - 『かしわばやしの夜』※
  - 『月夜のでんしんばしら』※
  - 『鹿踊りのはじまり』※
- 『蛙のゴム靴』
- 『蜘蛛となめくぢと狸』[注釈 11]
- 『貝の火』
- 『よだかの星』
- 『カイロ団長』
- 『フランドン農学校の豚』
- 『ツェねずみ』
- 『クンねずみ』
- 『鳥箱先生とフウねずみ』
- 『雁の童子』
- 『雪渡り』※
- 『やまなし』※
- 『氷河鼠の毛皮』※
- 『シグナルとシグナレス』※
- 『オツベルと象』※
- 『ざしき童子のはなし』※
- 『猫の事務所』※
- 『ビジテリアン大祭』
- 『土神と狐』
- 『楢ノ木大学士の野宿』
- 『マリヴロンと少女』
- 『タネリはたしかにいちにち噛んでいたようだった』
- 『虔十公園林』
- 『なめとこ山の熊』
- 『北守将軍と三人兄弟の医者』※
- 『セロ弾きのゴーシュ』
- 『さるのこしかけ』
- 『祭の晩』
- 『税務署長の冒険』[注釈 12]

### 詩
題名が〔〕で括られているものは、原稿の最終形が無題のため、冒頭の1行を題名の代わりにしているものである。また、題名の前の漢数字は、賢治が原稿に記載していた作品番号である。
- 『心象スケッチ 春と修羅』所収
  - 『序』
  - 『屈折率』
  - 『春と修羅』
  - 『真空溶媒』
  - 『小岩井農場』
  - 『岩手山』
  - 『高原』
  - 『原体剣舞連』
  - 『永訣の朝』
  - 『無声慟哭』
  - 『青森挽歌』
- 「春と修羅 第二集」所収
  - 『一六 五輪峠』
  - 『一九 晴天恣意』
  - 『一六六 薤露青』
  - 『三一三 産業組合青年会』
  - 『三一四 〔夜の湿気と風がさびしくいりまじり〕』（逐次形態での題は『業の花びら』）
  - 『三八四 告別』
- 「春と修羅 第二集補遺」所収
  - 『葱嶺（パミール）先生の散歩』
- 「春と修羅 第三集」所収
  - 『七〇九 春』
  - 『一〇〇八 〔土も掘るだろう〕』
  - 『一〇八二 〔あすこの田はねえ〕』
  - 『一〇二〇 野の師父』
  - 『一〇二一 和風は河谷いっぱいに吹く』
  - 『一〇八八 〔もうはたらくな〕』
- 「口語詩稿」所収
  - 『第三芸術』
  - 『火祭』
  - 『牧歌』
  - 『地主』
  - 『夜』
- 「疾中」所収
  - 『病床』
  - 『眼にて云う』
  - 『〔丁 丁 丁 丁 丁 〕』
  - 『〔風がおもてで呼んでいる〕』
  - 『〔疾いま革まり来て〕』
  - 『〔手は熱く足はなゆれど〕』
  - 『夜』
- 「補遺詩篇Ｉ」所収
  - 『〔雨ニモマケズ〕』
- 「文語詩稿 五十篇」所収
  - 『〔いたつきてゆめみなやみし〕』
  - 『〔水と濃きなだれの風や〕』
- 「文語詩稿 一百篇」所収
- 「文語詩未定稿」所収
- 『星めぐりの歌』
- 『精神歌』
- 『ポラーノの広場のうた』
- 『双子の星』

### 水彩画

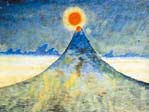
『日輪と山』（仮題）

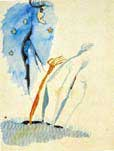
『ケミカル・ガーデン』（仮題）

※題名はいずれも仮題である。
- 『日輪と山』
- 『月夜のでんしんばしら』
- 『手の幽霊』または『ケミカル・ガーデン』
- 『ミミズク』
- 『ネコ』
- 『赤玉』

### その他
- 『手紙 四』
- 『農民芸術概論綱要』
- 『竜と詩人』

### 全集
- 『宮澤賢治全集』文圃堂（1934年 - 1935年）全3巻
- 『宮澤賢治全集』十字屋書店（1939年 - 1944年）全6巻別巻1
  - 1・2・3巻目は、文圃堂版全集の紙型を引き継ぎ作成。
- 『宮澤賢治全集』筑摩書房（1956年 - 1958年）全11巻別巻1
- 『宮澤賢治全集』筑摩書房（1967年 - 1969年）全12巻別巻1
- 『校本 宮澤賢治全集』筑摩書房（1973年 - 1977年）全14巻（全15冊）
- 『新修 宮沢賢治全集』筑摩書房（1979年 - 1980年）全16巻別巻1
  - 『校本』版を基に、新たに編纂した普及版全集。
- 『宮沢賢治全集』筑摩書房〈ちくま文庫〉（1985年 ‐ 1986年、1995年）全10巻。9・10巻目は1995年刊
- 『【新】校本宮澤賢治全集』筑摩書房（1995年 - 2009年）全16巻別巻1（全19冊）
- 『宮沢賢治コレクション』筑摩書房（2016年 - 2018年）全10巻、生誕120年記念出版

## 宮沢賢治を題材にした作品
※作品を映像化したものについては、該当作品の項目を参照。
- 『雨ニモマケズ』

1958年の映画。監督：蛭川伊勢夫、脚本：猪俣勝人・柴英三郎、出演：重森孝・北山年夫・納谷悟郎、音楽：眞鍋理一郎
- 『宮沢賢治』

1971年に高田博厚が制作した賢治の肖像彫刻の作品。
- 『イーハトーボの劇列車』

井上ひさしの戯曲。賢治の生涯を描く。1980年に初演。
- 『イーハトーヴォ物語』

1993年にヘクトから、スーパーファミコン向けで発売されたアドベンチャーゲーム。イーハトーヴォを舞台に賢治童話の主人公と交流しながら賢治の手帳を探す。
- 『夜叉鴉』

荻野真の漫画作品。1994年から1997年まで『週刊ヤングジャンプ』（集英社）に連載。主に「銀河鉄道の夜」に由来するキーワードが多数引用され、また賢治自身も死と不死を司る物語の鍵を担う。
- 『「銀河鉄道の夜」の旅〜1923宮沢賢治サハリン紀行の謎』

1995年のドキュメンタリー。制作：テレコムスタッフ／TBS。1995年度ギャラクシー奨励賞、第13回（1996年） ATP賞テレビグランプリ ベスト20番組をそれぞれ受賞。
- 『ACT 宮沢賢治』

1996年に上演された舞台。演出は加藤直。宮沢役で主演は沢田研二。
- 『賢治のほほえみ』

1996年のテレビドラマ。NHK総合テレビが『ドラマ新銀河』で7月8日から7月11日まで放送。
- 『銀河鉄道への旅 畑山博・我が心の賢治[163][164]』

1996年のドキュメンタリー。NHK総合テレビが8月6日に放送。
- 『宮沢賢治 銀河の旅びと[165]』

1996年のドキュメンタリードラマ。NHK総合テレビが8月24日に放送。
- 『宮澤賢治 その愛』

1996年の映画。生誕100年を記念して制作され、9月14日に公開。監督：神山征二郎、脚本：新藤兼人、出演：宮澤賢治=三上博史
- 『賢治が笑った〜ぼくらのイーハトーブ冒険記〜[166]』

1996年のテレビドラマ。この年に開局した岩手朝日テレビが記念番組として10月10日に放送。出演：宮澤賢治=布川敏和
- 『わが心の銀河鉄道 宮沢賢治物語』

1996年の映画。生誕100年を記念して制作され、10月19日に公開。監督：大森一樹、脚本：那須真知子、出演：宮澤賢治=緒形直人
- 『イーハトーブ幻想〜KENjIの春』

1996年のテレビアニメ。開局25周年を迎えたテレビ岩手が記念番組として12月14日に放送。監督・脚本：河森正治
- 『イーハトーヴ交響曲』

冨田勲が作曲した交響曲。初演は2012年。宮沢賢治の複数の著作物が題材となっている。
- 『宮沢賢治の食卓』

『思い出食堂』（2014年15号～2017年32号、少年画報社）に不定期で連載されたグルメ漫画。宮沢賢治の昔当時の食事事情を描く。作者は漫画家の魚乃目三太。漫画原作のもとにWOWOWのドラマWで連続ドラマ化された。主演は鈴木亮平。
- 『銀河鉄道の父』

2017年に講談社から刊行された小説。門井慶喜著。賢治の父政次郎の視点から息子を描く。第158回直木三十五賞受賞。映画版での宮沢賢治役の俳優は菅田将暉。
- 『愁いの王 -宮澤賢治-』

吉田重滿による日本の長編映画、俳優はNPO法人職員の吉田直美。

## 顕彰施設
- 宮沢賢治記念館[167]
- もりおか啄木・賢治青春館
- 桜地人館
- 石と賢治のミュージアム
太陽と風の家
- 斉藤征義記念 宮沢賢治ライブラリ「虔十庵（けんじゅうあん）」
斉藤征義の宮沢賢治と詩の世界館（苫小牧市王子町）の閉館後にその蔵書約1700冊を引き継ぎ、苫小牧市音羽町の妙見寺が2023年5月21日に寺内に開設[168]。原則毎月一回第一土曜日に開館[168]。旧所蔵館の斉藤征義の宮沢賢治と詩の世界館は、詩人で宮沢賢治研究者の斉藤征義が遺した資料の整理を目的として、賢治研究に関連する資料などを集めて2020年4月1日に開設された私設図書館だった（2022年12月25日閉館）[169][170]。

### 地理関係
- 種山ヶ原
- ナメトコ山
- 南昌山
- イーハトーブ
  - イーハトーブの風景地
- 経埋ムベキ山
- 水沢緯度観測所
- 宮沢賢治 (小惑星)
- 伊勢神宮 - 大正10年4月に父親と共に参拝。参拝時に詠んだ歌がある。

### 人物
- 森荘已池
- 草野心平 - 賢治再評価に最も尽力した人物。ただし交際は文通が主で、生前に面識を得ることはなかった。
- 高村光太郎 - 草野を通じて生前の賢治と交際があり、死後の著作刊行に協力。戦時中には賢治の弟清六のつてで花巻に疎開している。
- 斎藤宗次郎 - 賢治と親交のあったクリスチャン。『雨ニモマケズ』のモデル説がある。
- 関豊太郎 - 盛岡高等農林学校での指導教官。
- 藤原嘉藤治 - 花巻高等女学校の音楽教員で、音楽を通じて親交を結ぶ。
- 松田甚次郎 - 賢治の感化を受け、郷里の山形県で農村振興を実践した人物。賢治没後に『宮沢賢治名作選』を出版した。
- 佐々木喜善 - 民俗学の研究家。賢治とは晩年に交流があった。
- 田中智學 - 国柱会の指導者。
- 金子七郎兵衛 - 盛岡藩勘定奉行で、賢治から見て曾々祖父（父方の祖母の祖父）に当たる。
- ヘンリー・タッピング - 賢治は盛岡での学生時代に英語や聖書の講義を受ける。

### その他
- 法華経
- 国柱会
- エスペラント
- 宮沢賢治賞・イーハトーブ賞 - 花巻市が実施している表彰事業。
- 安浄寺 (花巻市) - 宮沢賢治が子どもの頃に訪れている真宗大谷派の寺院で、死没後に一度埋葬されて、遺体を日蓮宗身照寺に改葬した。代々、宮沢家の檀家先だった。
- 教浄寺 - 盛岡市にある時宗の寺で、政次郎の許しを得た賢治は下宿先として、3ヶ月間、盛岡高等農林学校の入学の勉学に励んで合格したエピソードがある。
- 日本の小説家一覧
- ファンタジー作家一覧
- 児童文学作家一覧